# 反射望遠レンズ

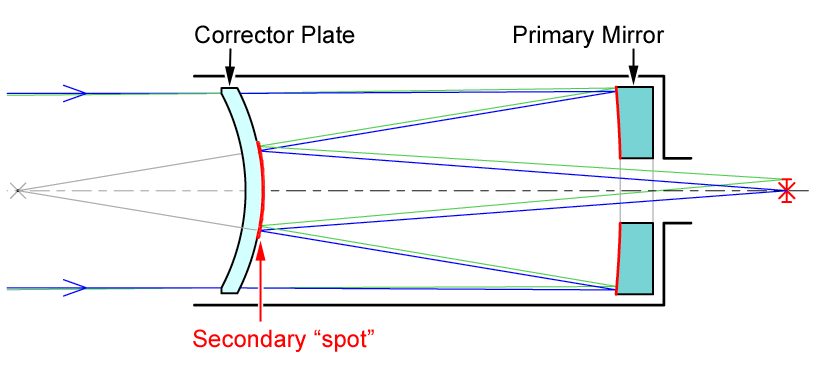
基本構造

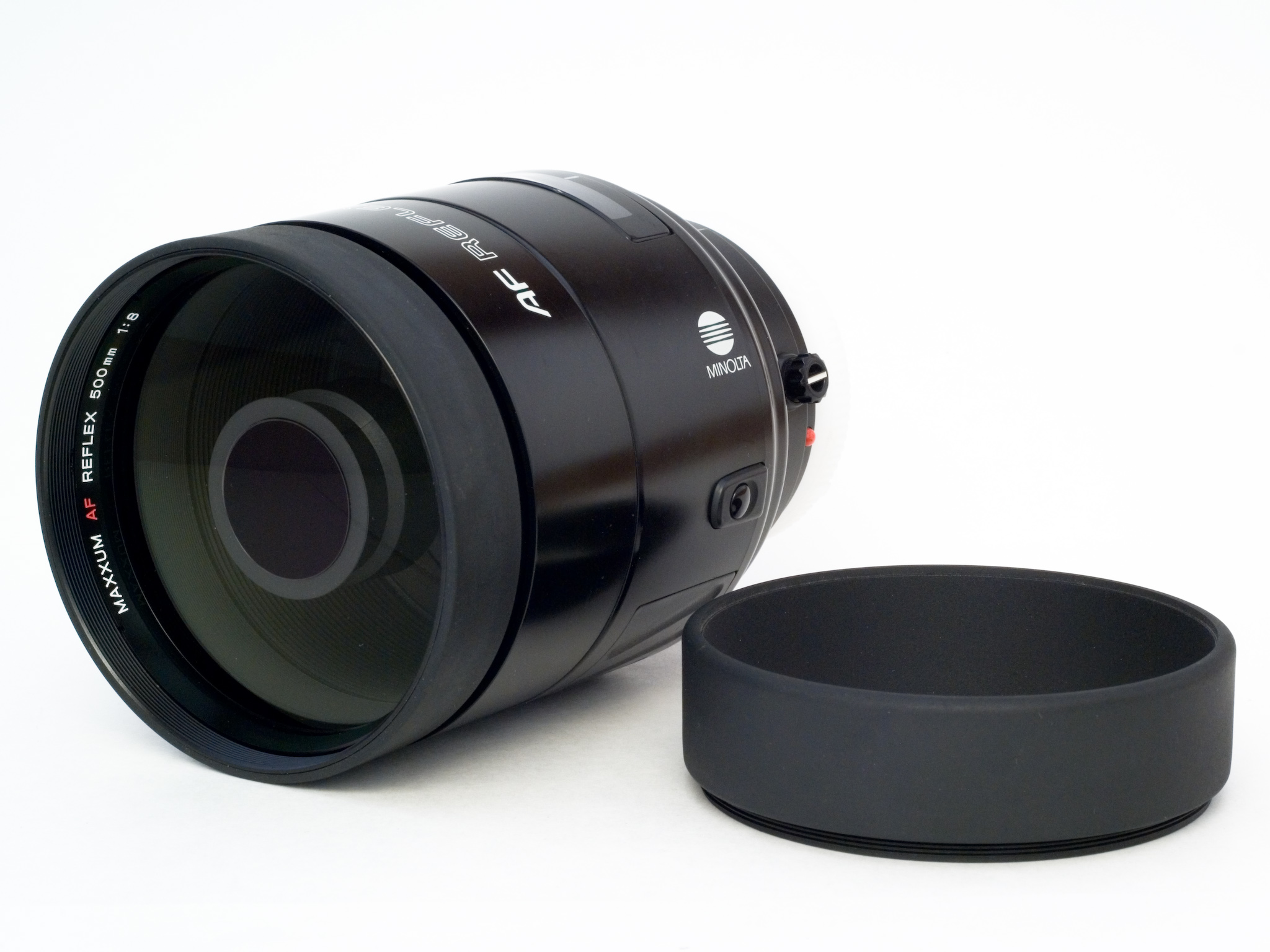
ミノルタAFレフレックス500mmF8

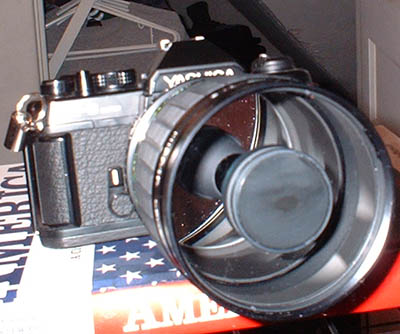
ヤシカ FX-3に装着された500 mm 反射望遠レンズ（前面）

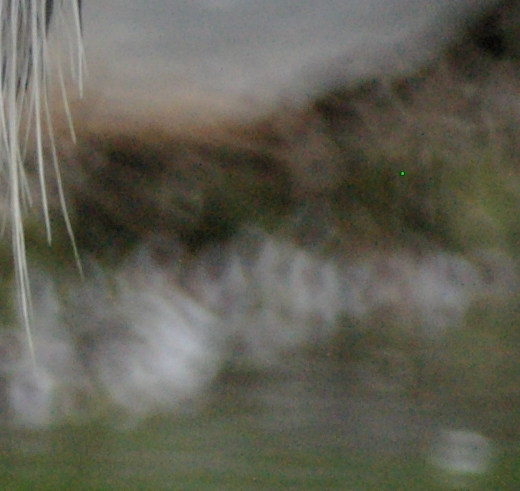
リング状のボケ

反射望遠レンズ（Reflex lens ）またはカタディオプトリック式レンズ（Catadioptric lens ）はレンズと鏡を組み合わせた反射屈折光学系を使った望遠レンズである。カタディオプトリックは Catoptric（「反射光学の」） と Dioptric（「屈折光学の」）の合成語である。像を作る役割を果たすのは主に凹面鏡であり、レンズは球面収差の補正などをする。ミラーレンズと呼ばれることもある。

## 特徴
この記事ではもっぱら写真レンズにおける反射望遠レンズについて述べる。光学系はメーカーによりマクストフカセグレン式、ルマックカセグレン式など方式に差がある。外観はシュミットカセグレン式望遠鏡に似ている。
全長が焦点距離の半分以下になるため小型軽量にできる。手持ち撮影も可能、色収差が非常に小さいのでカラー撮影でも色にじみがなく赤外線撮影でもピント修正が不要、安価に製造できる、同程度の焦点距離を持つ他のレンズとの比較で最短撮影距離が短いという利点がある。
欠点としては、絞りを入れられないため光量調節がシャッタースピードかNDフィルターによることになる、ボケが特徴的なリング状になるため違和感を覚える事がある等である。

## アスカニア製反射望遠レンズ
ドイツのアスカニアが製造した反射望遠カメラが1936年のベルリンオリンピックに使用されて有名になった。これのレンズは副鏡を交換して焦点距離600mmF4.5、900mmF6.3、1,200mmF8として使えた。アスカニアは600mmF2.5の反射望遠レンズを装着したカメラも作っている。アルミニウム硬質鏡がない時代であり反射面の耐久性のために裏面鏡を使用しているが、しかし後年キヤノン、オリンパス、ニコンといった日本各社が製造したレンズの原理は、このアスカニアの反射望遠レンズに類似している。

## 製品
この方式を使った製品についてカール・ツァイスでは「ミロター」、ケンコー・トキナーでは「ミラーレンズ」、ライカでは「MRテリート」、ニコンでは「レフレックスニッコール」のブランドを使用している。
キヤノンでは「キヤノンレフレックス」、キルフィットでは「レフレクター」、コニカでは「ヘキサノンレフレックス」、マミヤでは「セコールレフレックス」、ミノルタでは「RFロッコール」、オリンパスでは「ズイコーレフレックス」、ペンタックスでは「レフレックスタクマー」「ペンタックスレフレックス」、シグマでは「シグマミラー」、トプコンでは「レフレクタートプコール」、ヤシカでは「レフレックスヤシノン」「ヤシカレンズレフレックス」ブランドを使用していた。
特殊用途・特徴あるレンズとしては、カール・ツァイスが暗視用のN-ミロター210mm（実効F値0.03）、ペンタックスがレフレックスズーム400mmF8-600mmF12、ミノルタがオートフォーカス対応のAFレフレックス500mmF8（αシリーズ用・αシステムを引き継いだソニーも同マウント同スペックのレンズを発売）と400mmF8（APS一眼レフVestis用）を出していた。

## 応用
2010年代に入ると半導体デバイスの製造に極端紫外線（EUV）を使うEUV露光装置（極端紫外線リソグラフィ）が開発されるようになった。この装置は、光源から出力した極端紫外線を複数のミラーレンズで反射させながらフォトマスクに届け、フォトマスクで反射したEUV光を、さらにウエハーに届けるもので、2020年代における高精度のEUV露光装置では、カール・ツァイスのミラーレンズ製造技術が使用されるようになった。